# Эльга (аэропорт)
Эльга — региональный аэропорт рабочего посёлка Эльга при эльгинском угольном месторождении в Якутии. Был открыт в 2023 году в качестве посадочной площадки, а весной 2024 года получил статус аэродрома гражданской авиации. В аэропорту имеется одноэтажный аэровокзал общей площадью вместе со служебными помещениями 1400 м² построенный из 63 металлических блок-контейнеров. Пассажиропоток аэропорта за первый квартал 2025 года составил около 20 тыс. человек.